# Rungia klossii
L'erba fungo (Rungia klossii S.Moore, 1916) è una pianta appartenente alla famiglia delle Acantacee.

## Descrizione

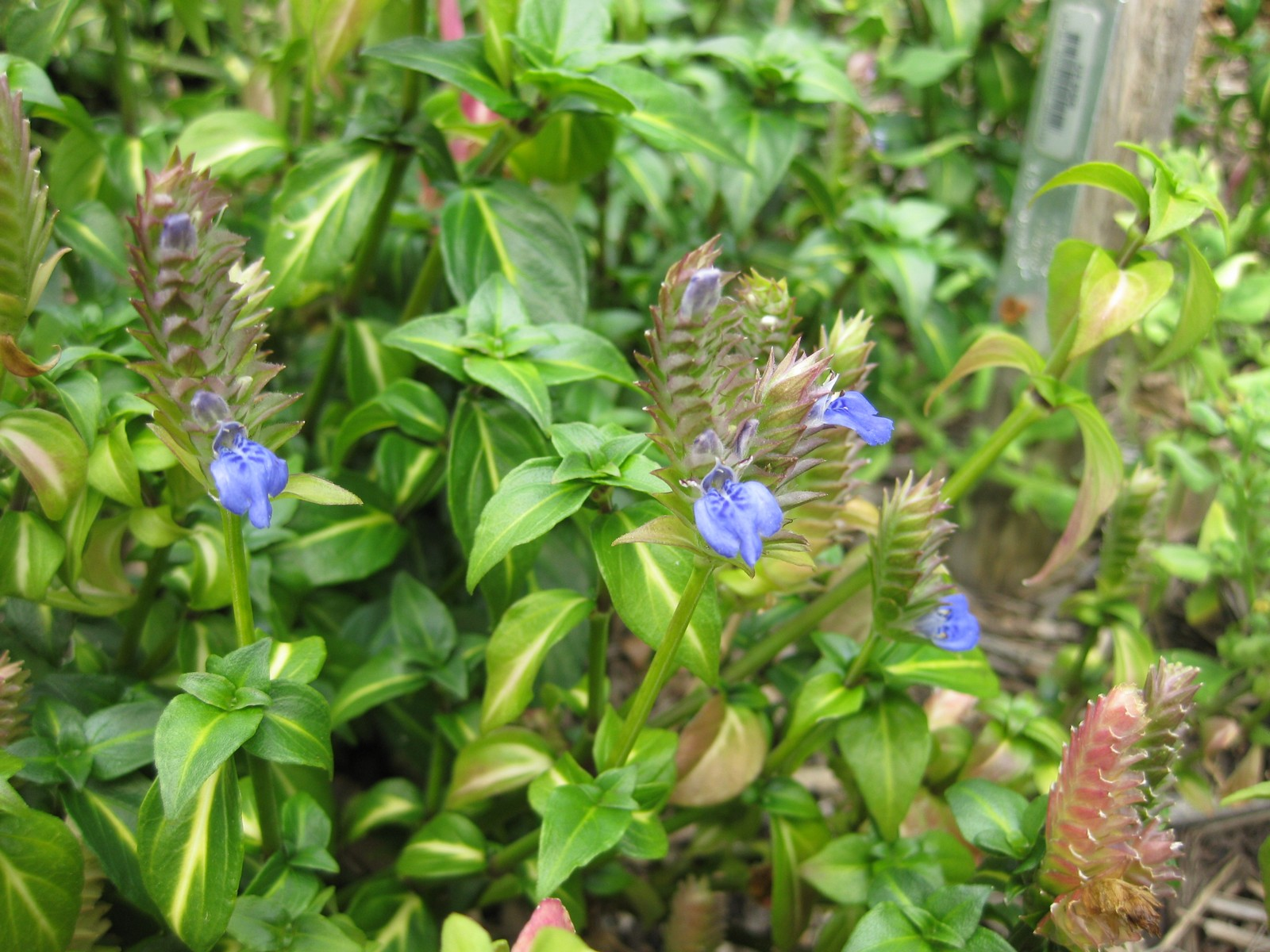
Fiori e foglie di erba fungo

L'erba fungo è una pianta erbacea perenne e cresce in ciuffi. Raggiunge un'altezza di circa 60 centimetri. Il fusto ha crescita eretta, con numerose sezioni cave che si ramificano ai nodi e dalle quali crescono le foglie in senso opposto. Le foglie sono semplici, lisce, spesse e arricciate. Le foglie sono pelose, così come i fusti giovani.
L'erba fungo produce fiori zigomorfi che crescono in grappoli terminali ed hanno piccole brattee di colore viola chiaro.

## Distribuzione e habitat
L'erba fungo è originaria della Nuova Guinea. Oggi viene coltivata anche nelle aree tropicali dell'Australia, del Sud-est asiatico, dell'Africa occidentale e di alcune parti del Nord America.
La pianta cresce meglio nei climi tropicali umidi con una temperatura diurna annuale compresa tra 12 e 17 °C e cresce meglio ad altitudini comprese tra 1 000 e 2 000 metri, ma può crescere anche fin sulla costa. Preferisce precipitazioni annuali comprese tra 800 e 1200 mm, ma tolleraanche precipitazioni comprese tra 500 e 2000 mm. L'erba fungo ama le posizioni soleggiate e i terreni fertili, prevalentemente umidi, con un pH compreso tra 5 e 7.

## Usi
L'erba fungo prende il nome comune dall'aroma delle sue foglie, che è simile a quello dei funghi e si intensifica con la cottura. Viene utilizzato cruda, cotta o come spezia. Le foglie vengono spesso cotte insieme alle foglie di Stearia palmifolia. Una volta raccolte, le foglie durano solo due o tre giorni, ma vengono ancora utilizzate a fini commerciali ed è una delle verdure a foglia più importanti negli altopiani della Papua Nuova Guinea.
La pianta è nutriente e contiene più proteine dei funghi. Contiene calcio, vitamina C, caroteni, ferro e altre vitamine e minerali.